# 아테사
아리엘리(이탈리아어: Atessa)는 이탈리아 아브루초주 키에티도에 있는 코무네이다.

## 산업
피아트 두카토와 PSA의 제품을 생산하는 세벨(Sevel) 이탈리아-프랑스 협력 공장 단지가 아테사 지역에 위치해 있다. 또한 스쿠터와 엔진을 생산하는 일본의 기업 혼다의 공장도 이곳에 있다.